# Прва савезна лига Југославије у фудбалу 1967/68.

Прва савезна лига Југославије била је највиши ранг фудбалског такмичења у Југославији 1967/68. године и 40. сезона по реду у којој се организовало првенство у фудбалу. Првак је постала Црвена звезда из Београда, освојивши своју осму шампионску титулу.

## Учесници првенства
У фудбалском првенство Југославије у сезони 1967/68. је учествовало укупно 16 тимова, од којих су 6 из СР Србије, 4 из СР Хрватске, 3 из СР Босне и Херцеговине, 2 из СР Словеније и 1 из СР Македоније.
- Вардар, Скопље
- Вележ, Мостар
- Војводина, Нови Сад
- Динамо, Загреб
- Жељезничар, Сарајево
- Загреб
- Марибор
- Олимпија, Љубљана
- ОФК, Београд
- Партизан, Београд
- Пролетер, Зрењанин
- Раднички, Ниш
- Ријека
- Сарајево
- Хајдук, Сплит
- Црвена звезда, Београд

## Табела
| Место | Клуб          | мечева | победа | нерешених | пораза | дати голови | примљени голови | гол разлика | бодова |
| ----- | ------------- | ------ | ------ | --------- | ------ | ----------- | --------------- | ----------- | ------ |
| 1     | Црвена звезда | 30     | 16     | 11        | 3      | 64          | 30              | +34         | 43     |
| 2     | Партизан      | 30     | 15     | 8         | 7      | 45          | 31              | +14         | 38     |
| 3     | Динамо        | 30     | 12     | 11        | 7      | 45          | 33              | +12         | 35     |
| 4     | Хајдук        | 30     | 12     | 10        | 8      | 44          | 37              | +7          | 34     |
| 5     | Жељезничар    | 30     | 12     | 9         | 9      | 44          | 34              | +10         | 33     |
| 6     | Вардар        | 30     | 10     | 10        | 10     | 31          | 37              | -6          | 30     |
| 7     | Сарајево      | 30     | 13     | 3         | 14     | 46          | 39              | +7          | 29     |
| 8     | Пролетер      | 30     | 10     | 9         | 11     | 35          | 44              | -9          | 29     |
| 9     | Раднички      | 30     | 13     | 2         | 15     | 36          | 48              | -12         | 28     |
| 10    | Загреб        | 30     | 10     | 7         | 13     | 53          | 54              | -1          | 27     |
| 11    | Олимпија      | 30     | 9      | 9         | 12     | 33          | 46              | -13         | 27     |
| 12    | Марибор       | 30     | 8      | 11        | 11     | 38          | 53              | -15         | 27     |
| 13    | Војводина     | 30     | 7      | 12        | 11     | 28          | 30              | -2          | 26     |
| 14    | Вележ         | 30     | 9      | 8         | 13     | 33          | 40              | -7          | 26     |
| 15    | ОФК           | 30     | 9      | 7         | 14     | 38          | 46              | -8          | 25     |
| 16    | Ријека        | 30     | 8      | 7         | 15     | 37          | 48              | -11         | 25     |
| -     | Бор           | -      | -      | -         | -      | -           | -               | -           | -      |
| -     | Челик Зеница  | -      | -      | -         | -      | -           | -               | -           | -      |

- Ниједан тим није испао у другу лигу на крају сезоне како би се број клубова који наступају у првој савезној лиги повећао са 16 на 18.

Најбољи стрелац првенства био је Слободан Сантрач (ОФК Београд) са 22 постигнута гола.

## Освајач лиге
ЦРВЕНА ЗВЕЗДА (тренер:Миљан Миљанић)
играчи (мечева/голова):
- Ратомир Дујковић
- Милован Ђорић
- Петар Кривокућа
- Мирослав Павловић
- Киро Дојчиновски
- Слободан Шкрбић
- Стеван Остојић
- Зоран Антонијевић
- Војин Лазаревић
- Јован Аћимовић
- Драган Џајић

| Првак Југославије у фудбалу 1967/68. |
| ------------------------------------ |
| Црвена звезда 8. титула              |